# 訥謨爾河
訥謨爾河（ネメルがわ）とは主に中華人民共和国黒竜江省中北部を流れる河川で、アムール川水系に属する嫩江左岸の支流の1つである。満州語ではネメル河（nemer bira）と呼ばれた。古くは「訥黙爾」（『清会典』）、「納穆爾」（『盛京通志』）、「納木爾」（『龍沙紀略』）、「訥莫里」（『水道提綱』）とも記された。

## 概要
小ヒンガン山脈の博克托山西北麓より流れ出て、チチハル市の境域を流れ、訥河市（県級市）で嫩江に流れ込む。河の長さは569kmで、水深はおよそ2m、河幅は60m。夏・秋の増水期には水深は3〜4m、幅は1〜2kmにも達する。
主な支流に老莱河、南陽河、石底河がある。

### 老莱河
嫩江市の東吐沫山より流れ出て、ネメル河に合流する。全長115km。

### 南陽河
訥河市龍河鎮の青龍崗五山頭より流れ出て、ネメル河に合流する。全長25km。

### 石底河
帽児山南麓より流れ出て、ネメル河に合流する。全長28km。